# Grey Eagle Publications
Grey Eagle Publications är ett amerikanskt bokförlag grundat av två författare med placering på New York Times bästsäljarlista, båda med omfattande erfarenhet av internationell bokmarknadsföring. Förlaget är specialiserat på att förvärva subrättigheter från engelskspråkiga författare med syftet att producera översättningar av deras verk och distribuera dem på marknader såsom Tyskland, Frankrike och Italien.
Grey Eagle Publications publicerar e-böcker, tryckta böcker och, på vissa marknader, även ljudböcker. Förlaget samarbetar med samtliga större återförsäljare, däribland Amazon, Apple Books, Kobo, Google Play, Tolino och Audible. Målsättningen är att tillgängliggöra kvalitetslitteratur för läsare världen över. Förlaget specialiserar sig framför allt på romantasygenren.
Några av deras mest kända författare är Anna Zaires, Dima Zales, Julia Sykes och Charmaine Pauls. Grey Eagle Publications har haft många titlar på New York Times bästsäljarlista genom åren.